# Gina Babicky
Gina Babicky (* 16. April 1993 in Wien) ist eine österreichische Fußballspielerin und ehemalige österreichische Nationalspielerin, die seit Sommer 2025 beim USV Neulengbach unter Vertrag steht.

## Karriere

### Vereine
Im Alter von 7 Jahren begann sie 1999 bei ihrem Heimatverein PHH Fortuna 05 mit dem Fußballspielen. Hier durchlief sie sämtliche Altersklassen, bis sie schließlich im Jahr 2006 zum SV Schwechat wechselte. Darauf folgten zwei kurze Engagements beim KSV Ankerbrot Monte Laa und beim SV Donau, ehe sie 2008 der Bundesligist USC Landhaus verpflichtete. Hier bestritt sie in der Saison 2009/2010 ihr erstes Bundesligaspiel, stand in 3 Jahren jedoch nur selten in dem Kader ihrer Mannschaft. Ihren Durchbruch schaffte die zu dem Zeitpunkt 18-Jährige nach ihrem Wechsel im Jahr 2011 zum SKN St. Pölten, bei dem sie schnell zur Stammspielerin wurde. Beim SKN St. Pölten war die Innenverteidigerin zudem eine der erfahrensten Spielerinnen und war seit 2018 Co-Kapitänin der Frauenmannschaft.

### Nationalmannschaft
Im Jahr 2012 wurde sie für den Kader der A-Nationalmannschaft nominiert und absolvierte eine Partie für das Team.

## Erfolge
mit dem FSK St. Pölten/SKN St. Pölten
- Österreichischer Meister: 2015, 2016, 2017, 2018b und 2019
- Österreichischer Vizemeister: 2012, 2013 und 2014
- Österreichischer Pokalsieger: 2013, 2014, 2015, 2016, 2017, 2018 und 2019

mit dem First Vienna FC
- Meister der 2. Frauenliga und Aufstieg in die Bundesliga: 2020/21